# ایرون-سانت-واست
ایرون-سانت-واست (به فرانسوی: Airon-Saint-Vaast) یک کمون در فرانسه است که در پا-دو-کاله واقع شده‌است.

## خصوصیات
ایرون-سانت-واست ۵٫۹۲ کیلومترمربع مساحت و ۲۰۶ نفر جمعیت دارد و ۸ متر بالاتر از سطح دریا واقع شده‌است.